# Селт, Мэттью
Мэ́ттью Селт (англ. Matthew Selt; род. 7 марта 1985) — английский профессиональный игрок в снукер. Живёт в Ромфорде, пригороде Лондона. Профессионал с 2000 года.

## Карьера
Селт достигал 1/32 финала Шанхай Мастерс 2009 и Гран-при 2009, а также last 48 на открытом чемпионате Уэльса 2008. В 2011 он добился своего пока лучшего результата — четвертьфинала Australian Goldfields Open.
Мэттью дружит и постоянно тренируется с Нилом Робертсоном.
Мэттью Селт в 2009 году был спарринг-партнёром Ронни О'Салливана, что, по словам Селта, очень помогло ему в оттачивании мастерства.
В 2018 году в квалификации турнира International Championship сделал свой сотый сенчури-брейк и вошёл в число снукеристов, сделавших 100 и более сенчури-брейков.
Интересное достижение было у Мэттью Селта в 2020 году на Чемпионате Великобритании — он выиграл 6:0 у Амири Амина с пятью сенчури-брейками:
138(138)-0, 131(131)-0, 78-61, 105(100)-6, 111(111)-1, 124(102)-8.

## Финалы турниров

### Финалы низко-рейтинговых турниров: 1 (0 побед, 1 поражение)
| Результат | №  | Год  | Турнир                           | Соперник по финалу | Счёт |
| --------- | -- | ---- | -------------------------------- | ------------------ | ---- |
| Финалист  | 1. | 2014 | European Tour 2014/2015 — Этап 5 | Стивен Магуайр     | 2–4  |

### Финалы НЕ Рейтинговых турниров: 1 (1 победа, 0 поражений)
| Результат | №  | Год  | Турнир       | Соперник по финалу | Счёт |
| --------- | -- | ---- | ------------ | ------------------ | ---- |
| Чемпион   | 1. | 2016 | Haining Open | Ли Хан             | 5–3  |